# Гленвар Хајтс
Гленвар Хајтс (енгл. Glenvar Heights) насељено је место без административног статуса у америчкој савезној држави Флорида.

## Демографија
По попису из 2010. године број становника је 16.898, што је 655 (4,0%) становника више него 2000. године.
| Група             | 2000.         | 2010.          |
| Белци             | 6.162 (37,9%) | 4.558 (27,0%)  |
| Афроамериканци    | 488 (3,0%)    | 538 (3,2%)     |
| Азијати           | 472 (2,9%)    | 481 (2,8%)     |
| Хиспаноамериканци | 9.008 (55,5%) | 11.241 (66,5%) |
| Укупно            | 16.243        | 16.898         |